# Dyrøy
Dyrøy este o comună din provincia Troms, Norvegia. Centrul administrativ este orașul Brøstadbotn.